# Liste des monuments historiques de Geetbets
Cette page regroupe l'ensemble des monuments classés de la ville belge de Geetbets.
| Objet                                      | Statut du classement?          | Année de construction/architecte | Section communale | Adresse            | Coordonnées                      | Numéro d'inventaire | Illustration                               |
| ------------------------------------------ | ------------------------------ | -------------------------------- | ----------------- | ------------------ | -------------------------------- | ------------------- | ------------------------------------------ |
| (nl) Parochiekerk Heilige Petrus en Paulus | OB000269 · OB001367 · OB001370 |                                  | Geetbets          | Dorpsstraat 43     | 50° 53′ 24″ nord, 5° 06′ 58″ est | 41814               | (nl) Parochiekerk Heilige Petrus en Paulus |
| (nl) Sint-Rochuskapel                      | OB000271 · OB000272            |                                  | Geetbets          | Drinkteilstraat    | 50° 53′ 43″ nord, 5° 06′ 25″ est | 41815               | Téléverser                                 |
| (nl) Kasteel van Bets                      | OB001730                       |                                  | Geetbets          | Weg op Halen 2     | 50° 54′ 53″ nord, 5° 07′ 09″ est | 41816               | Téléverser                                 |
| (nl) Pastorie                              | OB001368 · OB001369 · OB001370 |                                  | Geetbets          | Dorpsstraat 37     | 50° 53′ 25″ nord, 5° 06′ 58″ est | 41819               | Téléverser                                 |
| (nl) Woning                                |                                |                                  | Geetbets          | Glabbeekstraat 15  | 50° 53′ 11″ nord, 5° 06′ 55″ est | 41822               | Téléverser                                 |
| (nl) Boerenhuis                            |                                |                                  | Geetbets          | Glabbeekstraat 25  | 50° 53′ 07″ nord, 5° 06′ 51″ est | 41823               | Téléverser                                 |
| (nl) Woning van 1786                       |                                |                                  | Geetbets          | Overbeekstraat 7   | 50° 53′ 10″ nord, 5° 06′ 39″ est | 41825               | Téléverser                                 |
| (nl) Parochiekerk Sint-Ambrosius           |                                |                                  | Rummen            | Ketelstraat        | 50° 53′ 31″ nord, 5° 09′ 48″ est | 41827               | (nl) Parochiekerk Sint-Ambrosius           |
| (nl) Cisterciënzerinnenabdij               |                                |                                  | Rummen            | Galgestraat 59     | 50° 52′ 06″ nord, 5° 08′ 20″ est | 41828               | Téléverser                                 |
| (nl) Kasteel                               | OB000028 · OB001000 · OB001437 |                                  | Rummen            | Kasteellaan 17     | 50° 53′ 56″ nord, 5° 08′ 30″ est | 41829               | Téléverser                                 |
| (nl) Pastorie                              | OB000268                       |                                  | Rummen            | Persoonstraat 55   | 50° 53′ 44″ nord, 5° 10′ 02″ est | 41830               | Téléverser                                 |
| (nl) Lemen woonhuis van 1907               |                                |                                  | Rummen            | Grote Steenweg 262 | 50° 54′ 41″ nord, 5° 10′ 36″ est | 41831               | Téléverser                                 |
| (nl) Parochiekerk Onze-Lieve-Vrouw         |                                |                                  | Geetbets          | Vijverstraat 28    | 50° 52′ 22″ nord, 5° 07′ 35″ est | 41835               | (nl) Parochiekerk Onze-Lieve-Vrouw         |
| (nl) Hoeve "Stassartswinning"              |                                |                                  | Grazen            | Orsmaelstraat 30   | 50° 52′ 05″ nord, 5° 07′ 53″ est | 41841               | Téléverser                                 |
| (nl) Kasteelsite "Ter Lenen"               | OB001684                       |                                  | Geetbets          | Oppenstraat 102    | 50° 53′ 14″ nord, 5° 08′ 08″ est | 200039              | Téléverser                                 |
| (nl) Watermolen                            | OB001174 · OB001175            |                                  | Geetbets          | Molenstraat 11     |                                  | 200148              | Téléverser                                 |
| (nl) Watermolen en molenaarswoning         | OB000999 · OB001343            |                                  | Grazen            | Lutzestraat 53     |                                  | 200193              | Téléverser                                 |